# Briefmarken-Jahrgang 2024 der Bundesrepublik Deutschland

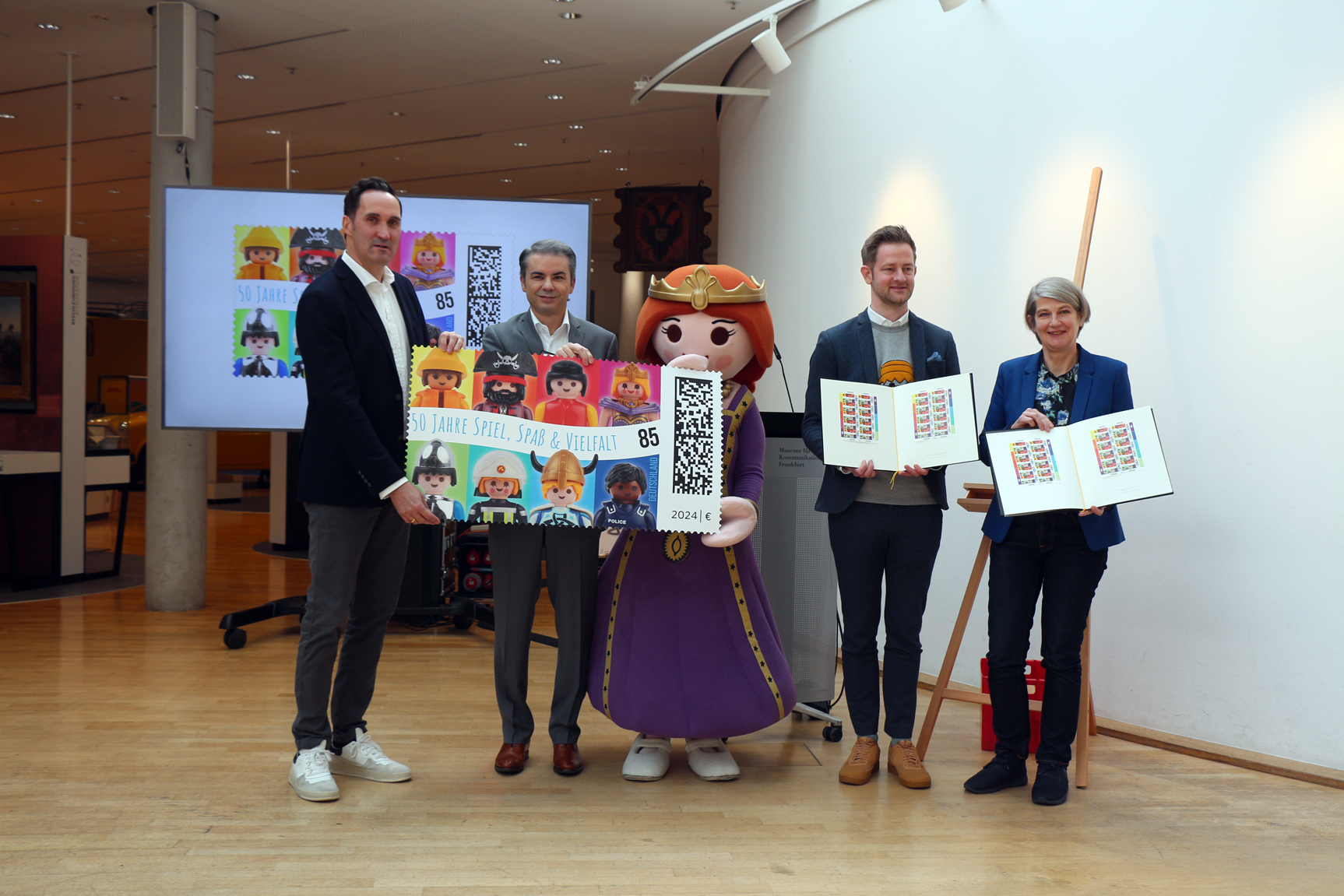
Präsentation des Postwertzeichens „Spielfiguren“ am 1. März 2024 im Museum für Kommunikation in Frankfurt

Der Briefmarken-Jahrgang 2024 der Bundesrepublik Deutschland wurde am 22. Mai 2023 vom zuständigen Bundesministerium der Finanzen vorgestellt und im Dezember 2023 konkretisiert. Geplant war die Ausgabe von 52 Sonderpostwertzeichen und der Start einer neuen Sondermarken-Serie „Frauen im Widerstand gegen den Nationalsozialismus“.

## Liste der Ausgaben und Motive
Legende
- Bild: Eine bearbeitete Abbildung der genannten Marke. Das Verhältnis der Größe der Briefmarken zueinander ist in diesem Artikel annähernd maßstabsgerecht dargestellt. Sollten keine Marken abgebildet sein, liegt es daran, dass das Urheberrecht des Künstlers noch nicht erloschen ist.
- Beschreibung: Eine Kurzbeschreibung des Motivs und/oder des Ausgabegrundes. Bei ausgegebenen Serien oder Blocks werden die zusammengehörigen Beschreibungen mit einer Markierung versehen eingerückt.
- Wert: Der Frankaturwert der einzelnen Marke in Eurocent. Ein „+“ bedeutet, dass es sich um eine Zuschlagsmarke handelt (= Frankaturwert + Spende).
- Ausgabedatum: Das Datum des erstmaligen Verkaufs dieser Briefmarke.
- Auflage: Soweit bekannt, wird hier die zum Verkauf angebotene Anzahl dieser Ausgabe angegeben.
- Entwurf: Soweit bekannt, wird hier angegeben, von wem der Entwurf dieser Marke stammt.
- Mi.-Nr.: Diese Briefmarke wird im Michel-Katalog unter der entsprechenden Nummer gelistet.

| Sondermarken | Sondermarken | Sondermarken      | Sondermarken          | Sondermarken                     | Sondermarken                                       | Sondermarken  | Sondermarken |
| ------------ | --- | ----------------- | --------------------- | -------------------------------- | -------------------------------------------------- | ------------- | ------------ |
| Bild         | Beschreibung | Werte in Eurocent | Ausgabe- datum (2024) | Auflage                          | Entwurf                                            | Mi.-Nr.       |              |
|              | Serie: U-Bahn-Stationen - Westfriedhof München | 160               | 4. Januar             | 2.488.000 davon 21.950 auf ETB   | Jennifer Dengler und Bettina Walter                | 3807          |              |
|              | Serie: Zeitreise Deutschland - Berlin | 85                | 4. Januar             | 2.710.000 davon 21.950 auf ETB   | Thomas Steinacker und Jan-Niklas Kröger            | 3808          |              |
|              | 500 Jahre Evangelisches Gesangbuch | 100               | 4. Januar             | 2.436.000 davon 21.950 auf ETB   | Luzia Hein                                         | 3809          |              |
|              | 500 Jahre Evangelisches Gesangbuch selbstklebend aus Folienblatt | 100               | 4. Januar             | 4.421.000 davon 21.950 auf ETB   | Luzia Hein                                         | 3810 FB 133   |              |
|              | Plusmarken-Serie: Für die Wohlfahrtspflege – Helferinnen und Helfer der Menschheit 2.0 zur Unterstützung der Bundesarbeitsgemeinschaft der Freien Wohlfahrtspflege e.V. - Pflege | 85+40             | 1. Februar            | 1.509.000 davon 21.950 auf ETB   | Veit Grünert                                       | 3811          |              |
|              | - Flüchtlingshilfe | 100+45            | 1. Februar            | 2.024.000 davon 21.950 auf ETB   | Veit Grünert                                       | 3812          |              |
|              | - Fluthilfe | 160+55            | 1. Februar            | 2.872.000 davon 21.950 auf ETB   | Veit Grünert                                       | 3813          |              |
|              | 125. Geburtstag Erich Kästner | 85                | 1. Februar            | 2.896.500 davon 21.950 auf ETB   | Bettina Walter                                     | 3814          |              |
|              | Mittelalterlicher Sachsenspiegel | 225               | 1. Februar            | 1.560.000 davon 21.950 auf ETB   | Rita Fürstenau                                     | 3815          |              |
|              | Plusmarken-Serie: Für die Wohlfahrtspflege – Helferinnen und Helfer der Menschheit 2.0 - Pflege selbstklebend aus Folienblatt und Rolle                                          | 85+40             | 1. Februar            | 5.435.500 davon 21.950 auf ETB   | Veit Grünert                                       | 3816 FB 134   |              |
|              | Serie: Sehenswürdigkeiten in Deutschland - Der Brocken | 70                | 1. März               | 2.472.500 davon 21.950 auf ETB   | Sandra Mulhi                                       | 3817          |              |
|              | - Landungsbrücken | 95                | 1. März               | 2.362.500 davon 21.950 auf ETB   | Sandra Mulhi                                       | 3818          |              |
|              | Gebärdensprachen | 85                | 1. März               | 2.522.500 davon 21.950 auf ETB   | Katrin Stangl                                      | 3819          |              |
|              | Spielfiguren (50 Jahre Spiel, Spaß & Vielfalt Playmobil) | 85                | 1. März               | 2.522.500 davon 21.950 auf ETB   | Jan-Niklas Kröger                                  | 3820          |              |
|              | Spielfiguren (50 Jahre Spiel, Spaß & Vielfalt Playmobil) selbstklebend aus Folienblatt                                                                                           | 85                | 1. März               | 37.365.000 davon 21.950 auf ETB  | Jan-Niklas Kröger                                  | 3821 FB 135   |              |
|              | Serie: Tag der Briefmarke - Schätze der Philatelie – America’s First (Ochsenauge von Brasilien)                                                                                  | 85                | 4. April              | 2.214.500 davon 21.950 auf ETB   | Hanno Schabacker (Marke), Bettina Walter (Block)   | 3822 Block 93 |              |
|              | 800 Jahre Stadt Siegen | 100               | 4. April              | 1.922.000 davon 21.950 auf ETB   | Marcus Chwalczyk                                   | 3823          |              |
|              | 300. Geburtstag Immanuel Kant | 85                | 4. April              | 2.362.500 davon 21.950 auf ETB   | Bettina Walter                                     | 3824          |              |
|              | Plusmarken-Serie: Für den Sport – Olympische Spiele 2024 Paris zur Unterstützung der Stiftung Deutsche Sporthilfe - Courage                                                      | 85+40             | 2. Mai                | 983.000 davon 21.950 auf ETB     | Jan-Niklas Kröger                                  | 3825          |              |
|              | - Olympische Gefühle | 100+45            | 2. Mai                | 982.000 davon 21.950 auf ETB     | Jan-Niklas Kröger                                  | 3826          |              |
|              | - Paris 2024 | 160+55            | 2. Mai                | 982.000 davon 21.950 auf ETB     | Jan-Niklas Kröger                                  | 3827          |              |
|              | Serie: Europa - Unterwasser Fauna und Flora | 85                | 2. Mai                | 2.249.500 davon 21.950 auf ETB   | Chris Campe                                        | 3828          |              |
|              | 175. Geburtstag Bertha Benz | 70                | 2. Mai                | 1.730.500 davon 21.950 auf ETB   | Susanne Stahl                                      | 3829          |              |
|              | 75 Jahre Grundgesetz | 85                | 2. Mai                | 2.924.500 davon 21.950 auf ETB   | Andreas Ahrens                                     | 3830          |              |
|              | Serie: Beliebte Urlaubsziele der Deutschen - Sylt | 85                | 6. Juni               | 2.194.500 davon 21.950 auf ETB   | Aaliyah Pauler                                     | 3831          |              |
|              | Serie: Historische Bauwerke in Deutschland - Kölner Dom | 100               | 6. Juni               | 982.000 davon 21.950 auf ETB     | Jan-Niklas Kröger                                  | 3832          |              |
|              | 200 Jahre deutsche Einwanderung in Brasilien | 110               | 6. Juni               | 1.196.000 davon 21.950 auf ETB   | Jenny del Corte Hirschfeld                         | 3833          |              |
|              | 125. Geburtstag Lotte Reiniger | 160               | 6. Juni               | 1.442.500 davon 21.950 auf ETB   | Laucke Siebein                                     | 3834          |              |
|              | UEFA Fußball-Europameisterschaft 2024 der Männer | 85                | 6. Juni               | 1.990.500 davon 21.950 auf ETB   | Thomas Serres                                      | 3835          |              |
|              | Serie: Historische Bauwerke in Deutschland - Kölner Dom selbstklebend aus Markenheftchen                                                                                         | 100               | 6. Juni               | 100.000                          | Jan-Niklas Kröger                                  | 3836 MH 128   |              |
|              | Serie: Beliebte Haustiere - Hund | 85                | 4. Juli               | 1.745.000 davon 21.950 auf ETB   | Thomas Steinacker und Bettina Walter               | 3837          |              |
|              | Serie: Helden der Kindheit - Das Sams | 85                | 4. Juli               | 1.670.000 davon 21.950 auf ETB   | Jan-Niklas Kröger                                  | 3838          |              |
|              | - Michel aus Lönneberga | 85                | 4. Juli               | 1.817.000 davon 21.950 auf ETB   | Jan-Niklas Kröger                                  | 3839          |              |
|              | Serie: Leuchttürme - Alte Weser | 70                | 4. Juli               | 1.307.000 davon 21.950 auf ETB   | Dieter Ziegenfeuter und Susanne Wustmann           | 3840          |              |
|              | Bischof Ulrich von Augsburg | 275               | 4. Juli               | 1.111.500 davon 21.950 auf ETB   | Peter Krüll                                        | 3841          |              |
|              | Serie: Leuchttürme - Alte Weser selbstklebend aus Folienblatt | 70                | 4. Juli               | 1.369.000 davon 21.950 auf ETB   | Dieter Ziegenfeuter und Susanne Wustmann           | 3842 FB 136   |              |
|              | Plusmarken-Serie: Für die Jugend – Reptilien zur Unterstützung der Stiftung Deutsche Jugendmarke e.V. - Östliche Smaragdeidechse                                                 | 85+40             | 1. August             | 1.123.800 davon 21.950 auf ETB   | pro concept                                        | MH 129 3844   |              |
|              | - Ringelnatter | 100+45            | 1. August             | 1.115.800 davon 21.950 auf ETB   | pro concept                                        | 3845          |              |
|              | - Europäische Sumpfschildkröte | 160+55            | 1. August             | 1.118.800 davon 21.950 auf ETB   | pro concept                                        | 3846          |              |
|              | Serie: Superhelden - Hulk | 85                | 1. August             | 1.340.000 davon 21.950 auf ETB   | Thomas Steinacker und Jan-Niklas Kröger            | 3847          |              |
|              | 150. Geburtstag Carl Bosch | 160               | 1. August             | 1.383.000 davon 21.950 auf ETB   | Andreas Ahrens                                     | 3848          |              |
|              | Serie: Für den Umweltschutz zur Unterstützung des Umweltschutzes - Natürlicher Klimaschutz                                                                                       | 85+40             | 5. September          | 835.500 davon 21.950 auf ETB     | Julia Warbanow                                     | 3850          |              |
|              | Serie: Legenden der Pop-/Rockmusik - Freddie Mercury | 85                | 5. September          | 1.438.000 davon 21.950 auf ETB   | Jan-Niklas Kröger                                  | 3851          |              |
|              | 75 Jahre NATO | 370               | 5. September          | 781.500 davon 21.950 auf ETB     | Bianca Becker und Peter Kohl                       | 3852          |              |
|              | 50 Jahre Deutsche Krebshilfe | 85                | 5. September          | 1.349.000 davon 21.950 auf ETB   | Josie Majetic                                      | 3853          |              |
|              | Serie: Deutsche Fernsehlegenden - Die Sportschau | 85                | 10. Oktober           | 1.386.500 davon 21.950 auf ETB   | Bettina Walter                                     | 3854          |              |
|              | Serie: Historische Bauwerke in Deutschland (Künstliche Intelligenz) - Schloss Neuschwanstein                                                                                     | 275               | 10. Oktober           | 822.500 davon 21.950 auf ETB     | Jan-Niklas Kröger                                  | 3855          |              |
|              | Serie: Superhelden - Black Widow | 85                | 10. Oktober           | 1.251.000 davon 21.950 auf ETB   | Thomas Steinacker und Jan-Niklas Kröger            | 3856          |              |
|              | 150 Jahre Weltpostverein | 95                | 10. Oktober           | 1.338.850 davon 21.950 auf ETB   | Luzia Hein                                         | 3857          |              |
|              | Gemeinsamer Fluss: Donau Gemeinschaftsausgabe mit Kroatien | 170               | 10. Oktober           | 1.093.500 davon 21.950 auf ETB   | Franziska Morlok und Jenny Hasselbach              | 3858          |              |
|              | Schule der magischen Tiere | 85                | 10. Oktober           | 1.375.000 davon 21.950 auf ETB   | Chayenn Gutowski                                   | 3859          |              |
|              | Serie: Historische Bauwerke in Deutschland (Künstliche Intelligenz) - Schloss Neuschwanstein selbstklebend aus Markenheftchen                                                    | 275               | 10. Oktober           | 100.000                          | Jan-Niklas Kröger                                  | 3860 MH 130   |              |
|              | Plusmarken-Serie: Weihnachten zur Unterstützung der Bundesarbeitsgemeinschaft der Freien Wohlfahrtspflege e.V. - Kirchenfenster Abteikirche Tholey                               | 85+40             | 2. November           | 1.554.000 davon 21.950 auf ETB   | Dieter Ziegenfeuter und Susanne Wustmann           | 3862          |              |
|              | Serie: Frauen im Widerstand gegen den Nationalsozialismus - Elisabeth von Thadden                                                                                                | 85                | 2. November           | 1.426.500 davon 21.950 auf ETB   | Daniela Haufe und Detlef Fiedler                   | 3863          |              |
|              | Serie: Street Art - Heimat – Case Ma'Claim | 160               | 2. November           | 1.425.500 davon 21.950 auf ETB   | Bettina Walter                                     | 3864          |              |
|              | Weihnachten für Kinder – Weihnachtsbäckerei In Verbindung mit dem Tiptoi-Stift kann man sich das Lied In der Weihnachtsbäckerei von Rolf Zuckowski anhören.                      | 85                | 2. November           | 2.186.600 davon 21.950 auf ETB   | Jan-Niklas Kröger und Illustratorin Julia Ginsbach | 3865          |              |
|              | Plusmarken-Serie: Weihnachten - Kirchenfenster Abteikirche Tholey selbstklebend aus Folienblatt                                                                                  | 85+40             | 2. November           | 1.920.000 davon 21.950 auf ETB   | Dieter Ziegenfeuter und Susanne Wustmann           | 3868 FB 140   |              |
|              | Weihnachten für Kinder – Weihnachtsbäckerei selbstklebend aus Folienblatt | 85                | 2. November           | 37.023.500 davon 21.950 auf ETB  | Jan-Niklas Kröger und Illustratorin Julia Ginsbach | 3869 FB 141   |              |
|              | 200 Jahre Weihnachtslied „O Tannenbaum“ | 70                | 5. Dezember           | 965.000 davon 21.950 auf ETB     | Michael Menge                                      | 3871          |              |
|              | Aktuelles Thema: SchUM-Stätten von Speyer, Worms und Mainz | 85                | 5. Dezember           | 955.000 davon 21.950 auf ETB     | Jens Müller                                        | 3872          |              |
| Dauermarken  | |                   |                       |                                  |                                                    |               |              |
| Bild         | Beschreibung | Werte in Eurocent | Ausgabe- datum (2024) | Auflage                          | Entwurf                                            | Mi.-Nr.       |              |
|              | Serie: Welt der Briefe - Briefgalaxie | 255               | 4. Januar             | ?                                | Bettina Walter                                     | 3806          |              |
|              | - Briefpfau | 15                | 1. August             | 36.603.820 davon 21.950 auf ETB  | Bettina Walter                                     | 3843          |              |
|              | - Briefpfau selbstklebend aus Folienblatt | 15                | 1. August             | 62.610.320 davon 21.950 auf ETB  | Bettina Walter                                     | 3849 FB 137   |              |
|              | - Zackenbarsch | 20                | 2. November           | 51.962.000 davon 21.950 auf ETB  | Bettina Walter                                     | 3861          |              |
|              | - Flaschenpost selbstklebend aus Folienblatt | 10                | 2. November           | 45.409.000 davon 21.950 auf ETB  | Bettina Walter                                     | 3866 FB 138   |              |
|              | - Zackenbarsch selbstklebend aus Folienblatt | 20                | 2. November           | 50.409.000 davon 21.950 auf ETB  | Bettina Walter                                     | 3867 FB 139   |              |
|              | - Raketenpost | 180               | 5. Dezember           | 2.452.000 davon 21.950 auf ETB   | Bettina Walter                                     | 3870          |              |
|              | - Ballonpost selbstklebend aus Folienblatt | 95                | 5. Dezember           | 125.940.000 davon 21.950 auf ETB | Bettina Walter                                     | 3873 FB 142   |              |
|              | - Raketenpost selbstklebend aus Folienblatt | 180               | 5. Dezember           | 120.409.000 davon 21.950 auf ETB | Bettina Walter                                     | 3874 FB 143   |              |

## Portostufen
Die Deutsche Post wollte ursprünglich die Beförderungsentgelte für Briefe erhöhen, hat diese aber nicht von der Bundesnetzagentur genehmigt bekommen. Daher bleiben die meisten Tarife stabil, lediglich die Büchersendung und Warensendung (BüWa-Sendung) durften um jeweils 30 Eurocent erhöht werden.
| Produkt              | Abmessungen                   | Gewicht                     | Deutschland | International |
| -------------------- | ----------------------------- | --------------------------- | ----------- | ------------- |
| Postkarte            | Höchstmaße: 235 × 125 mm      | Flächengewicht 150–500 g/m² | 0,70 €      | 0,95 €        |
| Standardbrief        | Höchstmaße: 235 × 125 × 5 mm  | Gewicht bis 20 g            | 0,85 €      | 1,10 €        |
| Kompaktbrief         | Höchstmaße: 235 × 125 × 10 mm | Gewicht bis 50 g            | 1,00 €      | 1,70 €        |
| Großbrief            | Höchstmaße: 353 × 250 × 20 mm | Gewicht bis 500 g           | 1,60 €      | 3,70 €        |
| Maxibrief            | Höchstmaße: 353 × 250 × 50 mm | Gewicht bis 1.000 g         | 2,75 €      | 7,00 €        |
| BüWa500              | …                             | Gewicht bis 500 g           | 2,25 €      | ?             |
| BüWa1000             | …                             | Gewicht bis 1.000 g         | 2,55 €      | ?             |
| Zusatzleistungen     |                               |                             |             |               |
| Einschreiben Einwurf | –                             | –                           | + 2,35 €    | –             |
| Einschreiben         | –                             | –                           | + 2,65 €    | + 3,50 €      |
| Eigenhändig          | –                             | –                           | + 2,20 €    | + 2,20 €      |
| Rückschein           | –                             | –                           | + 2,20 €    | + 2,20 €      |

Die Produkte Einschreiben Eigenhändig, Prio und Nachnahme National werden zum Jahresende (Dienstag, 31. Dezember 2024) eingestellt.

## Schönste Briefmarke des Jahres
Die Deutsche Post veranstaltete wie in jedem Jahr einen Aufruf zur Abstimmung der schönsten Briefmarke des Jahres. An der Abstimmung nahmen fast 30.000 Personen teil. Mit knappen Vorsprung gewann das Motiv „Weihnachtsbäckerei“ vor dem „Hund“ und dem „Kölner Dom“.